# Vileda

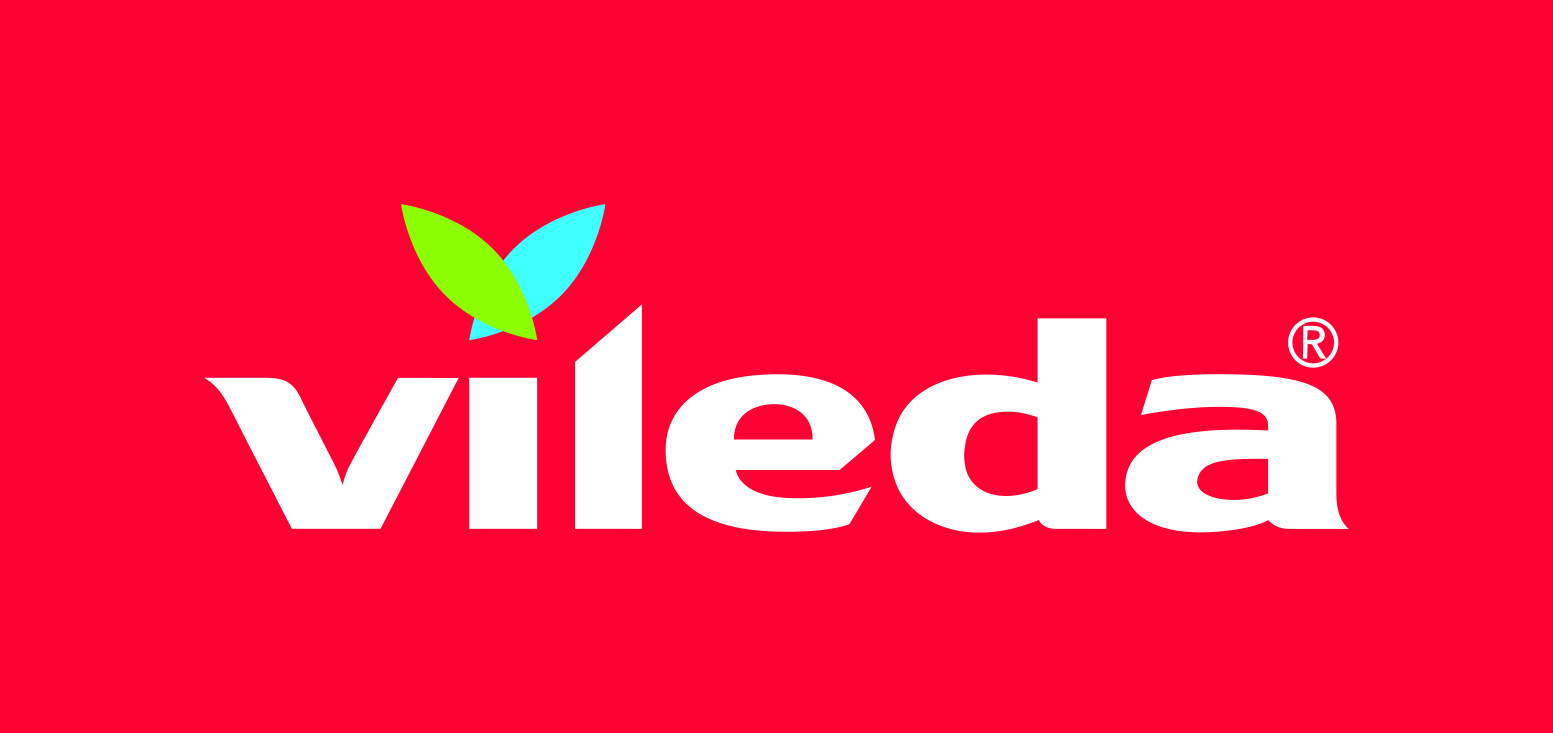
Logo Viledy

Vileda – niemieckie przedsiębiorstwo zajmujące się produkcją artykułów do utrzymywania czystości, należące do grupy Freudenberg. Głównie zasłynęła z produkcji mopów. Produkty Viledy można spotkać w wielu sklepach, takich jak Action lub Lidl.